# Palafolls
Palafolls est une commune de la province de Barcelone, en Catalogne, en Espagne, de la comarque de Maresme

## Lieux et monuments
Le Marineland de Catalogne, un parc aquatique et delphinarium, se trouve sur la commune.

## Jumelage
- Ax-les-Thermes (France)